# Alpaida chaco
Alpaida chaco Levi, 1988 è un ragno appartenente alla famiglia Araneidae.

## Etimologia
Il nome della specie si riferisce al parco paraguayano dove è stata rinvenuta: il Parque Nacional Defensores del Chaco

## Caratteristiche
L'olotipo femminile rinvenuto ha dimensioni: cefalotorace lungo 1,8mm, largo 1,5mm; il primo femore misura 1,5mm e la patella e la tibia circa 1,8mm.

## Distribuzione
La specie è stata rinvenuta nel Paraguay settentrionale: presso le località di Picada Vieja e Cabo Cano, nel territorio del Parque Nacional Defensores del Chaco, nel Dipartimento dell'Alto Paraguay.

## Tassonomia
Al 2014 non sono note sottospecie e dal 1988 non sono stati esaminati nuovi esemplari.